# Regionalisme occità
La segona meitat del segle xix serà la gran oportunitat perduda per a la formació d'un nacionalisme (o regionalisme occità). El felibre oficial va adoptar un to polític conservador, literari, elitista i sectari, dominat fins al 1891 pel corrent reaccionari legitimista de Josèp Romanilha, reialista nostàlgic de la societat preindustrial, però d'inspiració girondina i positivista. També era ambigu en l'abast geogràfic, centrat a la Provença i en la prioritat del dialecte rodanenc. I les apel·lacions a la descentralització territoria tenien referència vague i oscil·lant entre tot el Midi i l'antic comtat de Provença, del qual en crearien el cor de la Gran Provença que englobaria tot el Midi. Tanmateix, mai no gosaren plantejar reivindicacions separatistes, al contrari dels nacionalistes bretons i corsos, i l'amistat occitano-catalana no es concretà mai en una petició política concreta.

## Els inicis
El 1870 el moviment comunalista parisenc esclataria també a Marsella, Llemotges, Tolosa i Narbona, cosa que accentuaria la dretanització i allunyament de la vida política del felibritge. Així, el 1876 els estatuts del Felibre mostren una tendència legitimista, catòlica i descentralitzadora a nivell provincial, cosa que provocaria tensions entre el monàrquic Romanilha i el republicà Aubanèl, qui comptava amb el suport del felibre de París, però que tot i així fou expulsat del moviment el 1879. Aquell mateix any Mistral es convertiria en un idealista mediocre, monàrquic, regionalista i buit de contingut social, que mantindria estretes relacions amb cercles legitimistes i nacionalistes conservadors francesos, com Maurice Barrès.
Durant aquest període destacaren també dos autors occitans que escrivien en francès sobre temàtica provençal. Eren Alfons Daudet (1840-1897), famós pel seu Tartarin de Tarascon (1868), i Pau August Arèna (o Arèno, 1843-1896) amb Jean des Figues (1868) i Le chevro d'or (1884), on presenten una Provença idíl·lica i un prototipus d'occità fatxenda i somniatruites. Sense adonar-se’n, van preparar l'arribada dels turistes oferint un país meravellós. Per altra banda, van mantenir bones relacions amb els felibres, i fins i tot Arèno va publicar alguns poemes a l'antologia del felibre parisenc Li souleiado (1904).

## El felibritge llatí
Des del 1870 Frederic Mistral plantejà algunes alternatives polítiques inconcretes, com la descentralització, el federalisme i la confederació llatina; pretenia aprofitar la desfeta de la terra cèltica per tal que la federació llatina regenerés França (Idea Llatina). Aquesta idea fou difosa des del 1870 per la Revue des langues romanes del baró Charles de Tourtolon, durant el V Centenari de la mort de Francesco Petrarca (1874), en els Jocs Florals de Montpeller de 1875, a les Festes Llatines del 1878 i a la Conferència de Marsella sobre l’Empire du Soleil celebrada el 1882. Totes aquestes propostes s'engloben, però, en la situació de traumatisme viscuda després de la desfeta en la Guerra Franco-Prussiana del 1870, i els principals protagonistes en foren Mistral, Tourtoulon, Lois-Xavier de Ricard, Berluc-Perussis i Alfons Ròcaferrier.

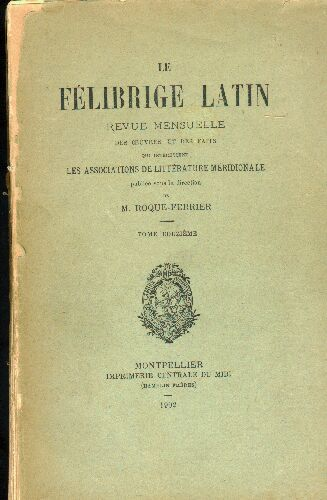
Revista Felibre Latin, 1892

Tots ells pretenien, amb la Federació Llatina, frenar tant el nacionalisme prussià com el paneslavisme, i en el fons era un tradicionalisme basat en una societat patriarcal i rural que volia denunciar la centralització i l'internacionalisme de la Comuna tot denunciat el programa de Cremieux. La Provença hi havia de jugar un rol fonamental: "la perpetuació de les nacionalitats menors són una necessitat per a la vida i la llibertat del món". Provença havia de regenerar França, i el felibre havia de ser un centre de convergència de tots els pobles que els dugués a l'universalisme.
Definiren la comunitat llatina al voltant d'una missió mítica o mística amb el catolicisme com a element de cohesió. Però això provocaria el rebuig de Charles de Tourtoulon, republicà llenguadocià i federalista partidari de la regeneració de la vida local per oposar-ho al germanisme. Alhora, August Fourès (1848-1894), defensor de l'albigeisme com a símbol d'identitat meridional i anticlerical, i Lois-Xavier de Ricard (1843-1911), deixeble de Proudhon i autor de Le féderalisme (1911) on predicava una demmocràcia ascendent i rebutjava el cesarisme com a contrari a l'ideal llatí, advocaven per un panllatinisme federal, ja que creien que el federalisme era una idea esclusivament llatina (hi eren determinats històricament) i que la guerra del 1870 la va fer Alemanya per tal d'aixafar la possibilitat d'una federació llatina encapçalada per França.
Ja el 1843 Claude-François Lallemand publicà Le hachych, on preveia una espontània i futura unió de neollatins "Ibers, italians i nosaltres", liderada per França i amb capital a Marselha, ja que era centre de l'arc. Aquesta idea fou retrobada el 1862 a l'Armana Prouvençau i en la Conferència de Marsella del 1882. La Idea Llatina, també exposada pel llenguadocià Alfons Ròcaferrièr (1844-1907) -qui des del 1878 sota patrocini inicial de Mistral va celebrar les festes llatines per tal de promoure una federació llatina àgil i tolerant, en les que se celebraven trobades internacionals (catalans, romanesos, italians) però sense ressò polític - basada en l'experiència de l'amistat occitano-catalana i oberta a italians i romanesos. Entre els elements per definir la llatinitat hi podem trobar:
- La idea llatina, consciència de pertànyer al món llatí, iniciada amb l'amistat catalana i el 1870 amb la Revue des langues romanes, el V Centenari de Petrarca, celebrat el 1874 quan diverses personalitats italianes s'uniren al moviment felibre, auspiciades per Léon de Berluc-Perussis (1860-1902), qui havia fundat l’Académie du Sonnet, criticada per Mistral per qüestions de lideratge i per oposar-se a la presència d'intel·lectuals francesos. Hi participaren l'ambaixador italià Constantino Nigra, Teodòr Aubanèl i Fèlis Gras, autor d'un Catechisme dóu bon felibre (1893). Alhora, Tourtoulon i Ròcaferrièr indicaren aspectes de la realitat històrica de solidaritat llatina inconscient (Carlemany, Carles V, Lluís XIV, els Borbons), i ho remarcaren a les festes llatines de Forcalquièr i Gap del 1886. Afirmaren fins i tot que la Confederació Llatina no sols havia de cenyir-se a Europa, sinó també a Amèrica, tot i que eren més aviat luterans.
- L'Empire du Soleil, exposat a la Conferència de Marsella del 25 de novembre del 1882. Ja fou reivindicat per Mistral als Jocs Florals de Montpelhièr del 1875, on hi participà el romanès Vasile Alecsandri. Era considerat com a l'Imperi de les Set Nacions Llatines (Espanya, Catalunya, Occitània, França, Portugal, Itàlia i Romania). La conferència també abordà la protecció de la llengua provençal, en resposta a les acusacions de separatisme fetes per les consideracions de l'Imperi. Hi participarien Constantino Nigra, Vasile Alecsandri, i Frederic Donnadieu. La capital de l'imperi havia de ser Marsella pel seu tarannà cultural i artístic, malgrat la commune i ser refractària a la reforma ortogràfic provençal. Es tracta d'un nacionalisme dins la supranacionalistat, ja que creien que totes les energies llatines devien convergir a París. Però la Itàlia era recién unificada, Romania lluitava contra el paneslavisme, i Catalunya per reafirmar la seva identitat, de manera que tot quedà en orris. Endemés, Itàlia va signar la triplice amb Alemanya i Austria, cosa que fou rebutjada per Mistral.

## El federalisme occitanista
Per altra banda, el 1891 apareixeria la revista provençalista i federalista L'alhòli, òrgan del Jovent Occitan, dirigit per Folco de Baroncelli-Javon (1869-1943), qui aplegaria els joves felibres com Frederic Amouretti, August Marin (1860-1904) i Charles Maurras, i que el 1892 publicarien a París el Manifest dels Felibres Federalistes, força confús, ja que barreja termes com federalisme, confederació, regionalisme, descentralització i provincialisme, i on es proposa un federalisme i regionalisme de caràcter tradicionalista i catòlic que reclama una nova monarquia. D'ací en sorgirien dues síntesi en el moviment occitanista d'aleshores:
- Una de progressista, de caràcter federalista i proudhoniana i que oferia un programa polític amb consideracions econòmiques i socials. L.X. de Ricard, traductor de Francesc Pi i Margall, autor de Le Federalisme, i traductor amb Forès de la Declaració dels Drets de l'Home i alguns texts d'història local a l'occità, contrari a l'apoliticisme de Mistral i precursor del Felibre Roig. El 1876 havia fundat amb Maurice Faure el centre LA CIGALO per tal de servir de moviment lingüístic, polític i literari del Midi, i que intentà de guanyar-se al felibre d'Avinyó, força conservador i instrument de l'església. El Felibre Roig volia fer prevaler els interessos de les tendències republicanes en la redacció dels nous estatuts felibres, en contra de l'apoliticisme de Mistral, i crear una minoria republicana dins el moviment felibre (i alhora fer prevaler l'especifitat llenguadociana en la tradició de lluita per la llibertat i contra la centralització monàrquica) i crear un òrgan republicà al Llenguadoc. Aquest seria La Lauseto, setmanari socialista i anticlerical del que se’n publicaren quatre números entre 1877 i 1879 i on hi col·laboraren endemés de Ricard i Forés, Jean Aicart, Fèlis Gras, Alban Germain, Napoleon Peirat i Leon Cladel (1835-1892), entre d'altres. Creien que el federalisme havia de ressuscitar la pàtria romana, recuperar la tradició dels girondins, albigesos i d'altres heterodoxos. Opinava que els llatins eren hostils a les tradicions unitàries i clamava per l'antiga llibertat ibèrica, i que la Pàtria Llatina tenia una missió quasi providencial influïda pel romanticisme, i no pas negada per Edgar Quinet o Augustin Thierry. També va treure la teoria dels cercles concèntrics: 1) Cercle central, vila o comuna, 2) província, 3) nació, 4) raça, que és una confederació de nacions emparentades. Aquesta federació és en la tradició mateixa del poble.
- Dins la progressista, va influir sobremanera el català Francesc Pi i Margall, president de la Primera República Espanyola i autor de Las nacionalidades (1877), on clama per la sobirania total de l'home contra la centralització, i que cal un contracte social per tal d'evitar l'antagonisme entre llibertat i autoritat, basat en els cercles concèntrics família-vila-província-nació. El seu federalisme era basat en la geografia i la història, i on la independència no era pas sinònim de separatisme. També reberen certes influències marxistes; Valeri Bernard i els marsellesos Juli Boissière i Loïs Funel fundarien el grup federalista Lou Roble di Jouve, Jean Lombard fundaria el 1879 el Parti du Travailleur Socialiste de France (PTSF), on hi destacaren Antide Boièr, Auguste Marín, Pèire Bertas (socialista i federalista influït per Pi i Margall i per Proudhon), i els llenguadocians Prosper Estieu, Antonin Perbòsc i Ricard, que animaren les reivindicacions obreres a la premsa local en occità. El 1890 Pèire Bertas pronunciaria una conferència en marsellès, La naciounalita prouvençalo e lou felibruji on afirma que unitat no és el mateix que unió i defensa l'especificitat provençal (va fer una ardent defensa de la bandera blava de Provença), que malgrat el felibre la llengua occitana ha reculat i critica l'apoliticisme de Mistral.
- Conservadora, influït pel catalanisme de Francesc Cambó. León de Berluc-Perussis adoptà el programa descentralitzador del comte de Chambord i la Declaració dels joves felibres del 22 de febrer del 1892. El moviment se situarà en la reneixença literària aromàntica, influïts pel neotradicionalisme de Taine, qui influiria tant en Murras com en el català Prat de la Riba. Berluc considera com una trinitat Mistral, Le Play i Caumont, als quals s'uniria més tard Paul Marieton (1882-1902), autor de L'idee latine (1883). Maurras també parlaria de Joseph Maistre i de Renan, d'Amouretti, Comte i de Fustel de Coulanges. Però Berluc-Perussis és considerat avui dia com el veritable doctrinari del felibre, ja que distingeix clarament els dominis poètic, lingüístic i polític del moviment; d'altra banda, ell és l'origen de l'acció per la salvaguarda de la llengua com a mitjà pel reviscolament nacional. Veu la descentralització com un patriotisme provincial, La idea provincial, de caràcter descentralitzador i federalista, termes que usa confusament. Nogensmenys, el 1886 Paul Marieton rebutjà el federalisme per a reclamar la descentralització, oposant-se així a Ricard. I el 1892 pensava que regionalisme, romanticisme, fraternitat del Poble d'Oc, Idea Llatina i federalisme eren vessants del mateix ideal del felibre.

## El fracàs del federalisme occità
La Declaració dels joves felibres del 1892, d'Amouretti i Maurras, fou paral·lela a les Bases de Manresa a Catalunya i més influïdes per Berluc-Perussis que no pas per Mistral, ja que eren partidaris de passar del règim de cançons i banquets a l'acció política, i veien en la llengua no pas una finalitat sinó un mitjà pel revetllament provincial i renaixença municipal. Foren felicitats pels federalistes marsellesos A. Marin i P. Bertas, així com per Ricard, però foren rebuts amb reserves per Gaston Jourdanne, qui opinava que federalisme no era reconstituir les circumscripcions de l'antic règim.
El 1898 Bertas fou nomenat adjunt de l'alcalde socialista de Marsella, Dr. Flassières, i des del seu càrrec denuncià la política proteccionista de París que perjudicava la vila de Marsella i que matava el comerç, alhora que exigia un port franc integral dominat per les autoritats municipals, raó per la qual fou titllat de separatista. El 1891 el felibre republicà i capolié Fèlis Gras també reclamà descentralització, però era partidari de conservar la llengua "per parlar del país", ja que "era germana de la bella llengua nacional, el francès" (Discurs als Jocs Florals de Carpentràs del 1892). Amb el temps, el moviment perdria especificitat i s'integraria en l'espai francès de la III República. La descentralització serà considerada només a nivell municipal, i per això considerada com a negativa. Com que coincidí amb el Manifest dels Joves Felibres, on federalisme era equiparat a regionalisme, fou considerat com a conservador.
Per altra banda, el 1885 Marsella enviaria al Parlament francès els dos primers diputats del Parti Ouvrier Française, Antide Boier i Clovis Hugues. Tanmateix, no podrien impedir pas que des del 1883-1885 s'aprovessin i apliquessin les Lleis Ferry d'educació, mercè les quals s'estenia a tot França l'escolarització obligatòria, gratuïta, laica … i en francès. En ella no sols no hi ha cap espai reservat per a les parles regionals, que rebran el nom despectiu de patuès, sinó que se seguirà el lema Soyez prope, parlez français i s'emprarà el senyal contra els que es resisteixen. Poques veus s'alçaren en els polítics d'abast nacional per protestar. Una de les poques fou la del socialista llenguadocià Jean Jaurès 1858-1914), professor de filosofia a la Universitat de Tolosa i fundador el 1901 del Parti Socialiste Français, pel qual en seria elegit diputat per Caramaus el 1902, i el 1904 del diari L'Humanité. Definí el patuès com a "la llengua d'un poble vençut", i va defensar l'ensenyament de les llengües regionals a l'escola, tot i que sense gaire èxit.
Finalment, sense res més a dir, els felibres assistiren a la desestructuració econòmica del país i es tancaren en una resistència literària semenfotista que els divorciarà del seu poble.